# Jan Stefan Przyłuski
Jan Stefan Przyłuski (ur. 20 października 1930 w Poznaniu, zm. 23 lipca 1998 w Warszawie) – polski wynalazca, profesor chemii i wieloletni wykładowca Politechniki Warszawskiej.

## Informacje biograficzne

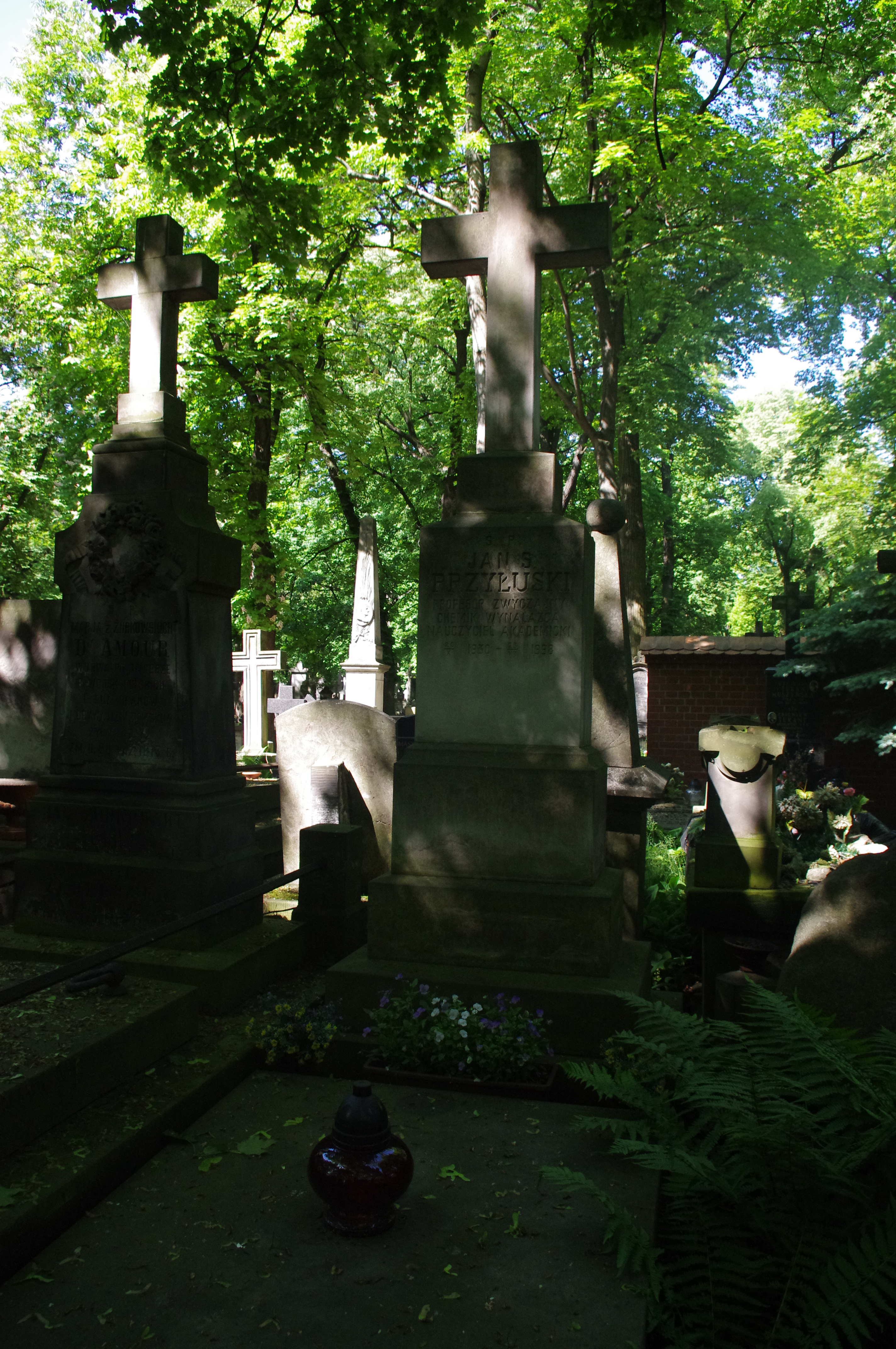
Grób Jana Stefana Przyłuskiego na cmentarzu Powązkowskim w Warszawie

Był synem poety Bronisława Przyłuskiego i Jadwigi Arkuszewskiej herbu Jastrzębiec. Wychował się w majątku dziadka, Kazimierza Arkuszewskiego na Zamku w Pilicy. Jego ojciec, Bronisław Przyłuski walczył w czasie wojny w pułku kawalerii konnej i został wzięty do oflagu. Podczas okupacji cała rodzina została zmuszona do opuszczenia zamku, a Jan wraz z matką i siostrą schronili się w pobliskim Zawierciu. Ojciec reżysera Jana Wacława Przyłuskiego.

## Praca naukowa
Studiował najpierw na Politechnice Szczecińskiej, potem na Politechnice Warszawskiej. Był twórcą i wieloletnim kierownikiem Zakładu Technologii Ciała Stałego Politechniki Warszawskiej, dyrektorem Instytutu Chemii Ogólnej i Technologii Nieorganicznej Wydziału Chemicznego. Wsławił się jako specjalista w dziedzinie technologii chemicznej, pionier i organizator badań interdyscyplinarnych w technologii ciała stałego i elektrochemii stosowanej. Był prezesem Polskiego Towarzystwa Galwanotechnicznego.
Prace Przyłuskiego dotyczyły przede wszystkim technik wytwarzania i modyfikacji materiałów objętościowych, cienkowarstwowych (tworzywa, metale, stopy metali), tlenków, polimerów przewodzących, kompozytów.
Pochowany na cmentarzu Powązkowskim (kwatera 32-3-26).

## Odznaczenia
- Krzyż Kawalerski Orderu Odrodzenia Polski
- Medal Komisji Edukacji Narodowej
- medal na IV Salon International de Invention et des Techniques Nouvelles, Genewa (1975)